# 各務原市立蘇原中学校
各務原市立蘇原中学校（かかみがはらしりつ そはらちゅうがっこう）は、岐阜県各務原市蘇原青雲町にある公立中学校である。教育目標は「未来に夢をもち、自立する生徒　〜自律・尊重・創造〜」である。

## 概要
- 各務原市蘇原地区の中学校である。

## 沿革
- 1947年（昭和22年）4月 - 稲葉郡蘇原町立蘇原中学校として開校。蘇原町立蘇原小学校の校舎の一部を使用する。
- 1950年（昭和25年）2月 - 蘇原町立蘇原小学校の南に校舎が完成し、移転する[注釈 1]。
- 1963年（昭和38年）4月1日 - 那加町、蘇原町、鵜沼町、稲羽町が合併し、各務原市が発足。同時に各務原市立蘇原中学校と改称。
- 1967年（昭和42年）3月26日 - 現在地に校舎（鉄筋コンクリート造）が完成し、移転する。
- 1970年（昭和45年）
  - 2月 - 体育館が完成する。
  - 7月 - プールが完成する。
- 1977年（昭和52年）3月 - 校舎を増築する。

## 部活動
| 運動系 - 軟式野球部 - サッカー部 - ホッケー部 - バレーボール部（男子、女子） - バスケットボール部（男子、女子） - ソフトテニス部（男子、女子） - 卓球部 - 陸上部 - 剣道部 - 柔道部 - 水泳部 - バトントワリング部 - ハンドボール部（男子、女子） | 文化系 - 美術部 - 吹奏楽部 |

## 進学前小学校
- 蘇原第一小学校[2]
- 蘇原第二小学校[2]

## 著名な出身者
- 奥田英朗 - 直木賞作家